# Garza County
Garza County je okres ve státě Texas v USA. K roku 2010 zde žilo 6 461 obyvatel. Správním městem okresu je Post. Celková rozloha okresu činí 2 321 km².